# Morannes
Morannes é uma ex-comuna francesa na região administrativa da Pays de la Loire, no departamento de Maine-et-Loire. Estendeu-se por uma área de 40,73 km². Em 2010 a comuna tinha 3 734 habitantes (densidade: 91,7 hab./km²).
Em 1 de janeiro de 2016 foi fundida com a comuna de Chemiré-sur-Sarthe para a criação da nova comuna de Morannes-sur-Sarthe.